# Печера «Музейна»
Музейна — гіпсова печера біля села Більче-Золоте, Борщівський район. Відкрита та досліджується Борщівською спелеосекцією «Музей» на базі Борщівського краєзнавчого музею під керівництвом Михайла Сохацького. Довжина печери 300 м. На момент відкриття печери, висувались припущення, що відкрита печера може об'єднувати печеру «Озерна» та «Оптимістична», формуючи таким чином дуже великий комплекс ходів, який би міг претендувати на абсолютну першість, проте, незабаром, ці очікування не підтвердились..
На початку 2015 в печері «Музейна» борщівські спелеологи відкрили новий район, названий «Охристим».